# Фало
Фа̀ло (на италиански: Fallo, на местен диалект Fàllë, Фалъ) е село и община в Южна Италия, провинция Киети, регион Абруцо. Разположено е на 575 m надморска височина. Населението на общината е 155 души (към 2010 г.).